# Краснов, Игнатий Александрович
Игнатий Александрович Краснов (8 сентября 1898 — 6 июля 1944) — советский военачальник, участник Великой Отечественной войны, гвардии генерал-майор.

## Биография
Игнатий Александрович Краснов родился 8 сентября 1898 года в Черкассах, ныне областной центр Украины.
Во время службы в русской императорской армии вольноопределяющимся, затем рядовым запасного понтонного батальона участвовал в Первой мировой войне.
В Красной Армии —с сентября 1919 года. В 1920 году вступил в ряды ВКП(б). Участник Гражданской войны в России. На Юго-Восточном фронте — лекарский помощник санитарной части, затем врид заведующего школой санитаров. С мая 1920 года на Южном фронте, лекарский помощник для поручений эвакуационного отдела Санитарного управления Особой группы войск Донской области. Осенью 1920 года переведён в Казань на должность письмоводителя Высшей военной школы. С декабря помощник комиссара и комиссар 9-х кавалерийских командных курсов там же.
После окончания войны — комиссар 10-х пехотных командных курсов, затем — 13-х пехотных курсов Восточной бригады Отдельной Кавказской армии. В 1922 году окончил экстерном пехотные командные курсы. С января 1923 года — преподаватель в Киевской высшей объединённой военной школе. Вскоре стал помощником начальника учебного отдела, затем — временно исполняющим должность начальника этой школы. С сентября 1925 года проходил службу в Ленинградском военном округе (ЛВО) на должностях: помощник начальника учебного отдела Ленинградской интернациональной военной школы, помощник начальника учебного отдела 1-й Ленинградской артиллерийской школы, комиссар Школы военных лекарских помощников. В 1929 году окончил Kурсы усовершенствования высшего начальствующего состава при Военной академии имени М. В. Фрунзе. С февраля 1932 года — начальник Ленинградского военного медицинского училища РККА. Заочно учился в Военной академии имени М. В. Фрунзе и окончил 2 курса. С декабря 1940 года — заместитель командира 70-й стрелковой дивизии ЛВО.
Вскоре после начала Великой Отечественной войны И. А. Краснов назначен командиром 1061-го стрелкового полка. 19 августа 1941 года в одном из боёв на Ленинградском фронте был тяжело ранен. После излечения с ноября 1941 года — в распоряжении Военного совета Среднеазиатского военного округа. С ноября 1942 года в должности командира 94-й отдельной стрелковой бригады участвовал в Сталинградской битве. Весной 1943 года назначен начальником штаба 18-го стрелкового корпуса, который 25 апреля того же года был преобразован в 34-й гвардейский стрелковый корпус. В составе 3-й гвардейской армии Юго-Западного фронта корпус участвовал в оборонительных боях на Северском Донце. В августе того же года назначен начальником штаба 93-го стрелкового корпуса и с 4 по 20 сентября 1943 года временно им командовал. В этот период корпус находился на формировании в Архангельском военном округе, затем в резерве Ставки ВГК. В декабре 1943 года полковник Краснов назначен командиром 200-й стрелковой дивизии. 3 июня 1944 года И. А. Краснову присвоено воинское звание «генерал-майор». В июле 1944 года дивизия под его командованием в составе 4-й ударной армии 1-го Прибалтийского фронта участвовала в Белорусской наступательной операции. 6 июля 1944 года Игнатий Александрович Краснов погиб в бою в районе деревни Званица Полоцкого района Витебской области. Похоронен рядом с памятником «Освободителям Полоцка» на площади Свободы в Полоцке (Витебская область).

## Награды
- орден Отечественной войны 1-й степени (5 августа 1944 г., посмертно)
- орден Отечественной войны 2-й степени (24 мая 1943 г.)
- орден Красной Звезды (7 августа 1936 г.)[4].
- медаль «За оборону Ленинграда»[5]
- медаль «За оборону Сталинграда»[5]
- медаль «XX лет Рабоче-Крестьянской Красной Армии»

## Память
Именем И. А. Краснова названа улица в Полоцке.

## Источник
- Коллектив авторов. Великая Отечественная: Комкоры. Военный биографический словарь / Под общей редакцией М. Г. Вожакина. — М.; Жуковский: Кучково поле, 2006. — Т. 1. — С. 297—298. — ISBN 5-901679-08-3.
- Коллектив авторов. Великая Отечественная: Комдивы. Военный биографический словарь. — М.: Кучково поле, 2015. — Т. 4. — С. 415-417 — 330 экз. — ISBN 978-5-9950-0602-2